# 로레타 스윗
로레타 스윗(Loretta Swit, 1937년 11월 4일 ~ 2025년 5월 30일)은 미국의 배우이다.

## 출연 작품
- 플레이 더 플루트 (2019)
- 숲속의 전사 (1996)
- 킬러 어몽 프렌즈 (1992)
- 메모리스 오브 M*A*S*H (1991)
- 헬 해스 노 퓨리 (1991)
- 14 고잉 온 30 (1988)
- 베스트 크리스마스 패전트 에버 (1983)
- 첫사랑 (1983)
- 할리우드의 건달들 (1981)
- 사랑의 유람선 (1977)
- 형사 콤비 후리비와 빈 (1974)
- 매쉬 - 시리즈 (1972)
- 하와이 5-0수사대 (1968)
- 딜론 보안관 (1955)